# Labidosaurikos
Labidosaurikos meachami
Genre
Espèce
Labidosaurikos est un genre fossile de la famille également fossile des Captorhinidae qui vivait il y a environ 279 à 272 millions d'années durant l'âge Kungurien du Permien inférieur. Ce genre n'est représenté que par l'espèce Labidosaurikos meachami.

## Description
La plupart des informations attribuées à Labidosaurikos sont basées sur l'anatomie crânienne de Labidosaurikos meachami car il n'y a pas de collections du squelette appendiculaire.
L'anatomie et les interrelations des Captorhinidae sont connues principalement d'autres genres permiens inférieurs tels que Saurorictus, Protocaptorhinus, Rhiodenticulatus, Captorhinus et Labidosaurus.
Labidosaurikos fait partie d'une collection moins connue de Captorhinidés provenant de dépôts de Permien plus jeunes, dont Moradisaurus en est un exemple.

## Classification
Le nom valide complet (avec auteur) de ce taxon est Labidosaurikos Stovall, 1950.

## Publication originale
- (en) John Willis Stovall, « A New Cotylosaur from North Central Oklahoma », American Journal of Science, États-Unis, vol. 248, no 1,‎ 1950, p. 46-54.